# The Band Wagon
The Band Wagon is een Amerikaanse filmmusical uit 1953 van Vincente Minnelli met in de hoofdrollen Fred Astaire en Cyd Charisse.
Het scenario van de film van Betty Comden en Adolph Green zou worden gebaseerd op een kort verhaal van Peter Viertel, "Strategy of Love", maar al snel lieten Green en Comden dit verhaal vallen voor een origineel verhaal dat werd geïnspireerd door "The Band Wagon", een toneelmusical uit 1931 bestaande uit een aantal nummers van George S. Kaufman en Howard Dietz, met liedjes van Dietz en Arthur Schwartz.
De film was een bescheiden succes in de bioscopen en kreeg goede kritieken. Er waren verschillende Oscarnominaties, maar niet een werd verzilverd. In 1995 werd The Band Wagon vanwege het cultureel, historisch en esthetisch belang voor conservatie opgenomen in het National Film Registry van de Amerikaanse Library of Congress.

## Verhaal
Tony Hunter, een veteraan uit de wereld van de muzikale komedie maakt zich zorgen. Zijn carrière op het toneel en in de film lijkt voorbij en hij hunkert naar een rentree. Dan hoort hij dat zijn vrienden, Leslie en Lily Marton, een nieuwe show hebben geschreven. De Martons laten Hunter weten dat hij perfect zou zijn voor de hoofdrol. Tony laat weten dat hij meedoet, al heeft hij zijn bedenkingen over de regisseur, Jeffrey Cordova, die bezig is de show te veranderen. Cordova maakt van de lichte komedie van de Martons een duistere interpretatie van de legende van Faust, die zijn ziel aan de duivel verkoopt. Ook heeft Tony moeite met de jeugd en schoonheid van zijn tegenspeelster Gaby Gerard, een klassiek geschoolde ballerina. Wat Tony op zijn beurt niet weet, is dat Gaby zich geïntimideerd voelt door de aanwezigheid van de grote ster, Tony Hunter.
Maar de eerste die breekt onder de spanning is Tony en hij loopt weg van de show. Gaby loopt hem achterna en samen spreken ze de problemen tussen hen uit. Als Tony samen met Gaby terugkeert is ook het zaadje ontkiemd van hun liefde voor elkaar. Dat Gaby verloofd is met de choreograaf van de show, Paul Byrd, blijkt een nieuw obstakel.
Een proefopvoering van de voorstelling in New Haven wordt een regelrechte ramp. Tony weet Jeffrey ervan te overtuigen dat ze moeten terugkeren naar de originele komedie van de Martons. Hij neemt ook de leiding van de productie en laat de artiesten keihard trainen om de musicalnummers goed te kunnen uitvoeren. Intussen hebben de financiers zich teruggetrokken en Tony verkoopt een aantal persoonlijke bezittingen om alles te financieren. Als Byrd ook de productie verlaat, lijkt alles verloren. Gaby blijft echter en als de show een hit is op Broadway sluit ze Tony in haar armen. Een romance komt tot bloei.

## Rolverdeling
| Acteur         | Personage        |
| -------------- | ---------------- |
| Fred Astaire   | Tony Hunter      |
| Cyd Charisse   | Gabrielle Gerard |
| Oscar Levant   | Lester Marton    |
| Nanette Fabray | Lily Marton      |
| Jack Buchanan  | Jeffrey Cordova  |
| James Mitchell | Paul Byrd        |
| Thurston Hall  | kolonel Tripp    |
| Robert Gist    | Hal Benton       |
| Ava Gardner    | de filmster      |

## Belang van de film
The Band Wagon is een musical over het maken van een Broadway-musical. Het thema van de film is dat het maken van een musical een ambachtelijke bezigheid is: een goede musical bestaat uit spectulaire zang- en dansnummers, geschreven voor en toegeschreven op de sterren die deze nummers uitvoeren, uiteraard tegen de achtergrond van een spectaculair decor. The Band Wagon maakt deel uit van een lange serie musicals gemaakt door MGM, brengt MGMs vaste sterren en geldt onder liefhebbers van MGM-musicals als een hoogtepunt in dit genre.
Opmerkelijk aan de film zijn de dwarsverbanden met de realiteit. De film is gemaakt door zeer ervaren krachten, die al jaren musicals maakten en die wisten waar ze mee bezig waren. Het schrijverspaar dat het scenario schreef, heeft de eigen ervaringen verwerkt in het schrijversechtpaar dat de belangrijkste ondersteunde rollen in de film speelt (Comden en Green waren overigens niet met elkaar getrouwd en hadden geen romantische verbintenis. De hoofdrol, van een ouderwordende ster, wordt gespeeld door Fred Astaire, die dan ruim de vijftig gepasseerd is, en die zich ook inderdaad zorgen maakte over de lengte van zijn tegenspeelster.
In zekere zin is de film enigszins te vergelijken met Singin' in the Rain, een jaar eerder gemaakt, ook door MGM, met dezelfde producer en schrijvers. Dat is een film over het maken van een film, door filmmakers die de betreffende periode hadden meegemaakt. In beide films flopt de productie in eerste instantie, waarna het roer omgegooid wordt. Anderzijds is juist sprake van een grote tegenstelling: waar Singin' in the Rain de oplossing vindt door het nieuwe te omarmen, lost The Band Wagon de zaak op door terug te grijpen naar het oude vertrouwde. Waar Singing in the Rain enthousiast en energiek vooruit holt, staat The Band Wagon weemoedig stil en probeert het verleden te laten herleven.
De Girl Hunt Ballet scène uit deze film vormde inspiratie voor de Smooth Criminal video clip van Michael Jackson. Ook werd een scène uit deze film, waarin That’s Entertainment vertolkt werd, gebruikt in de film Joker: Folie à Deux uit 2024.

## Voorgeschiedenis

### Inspiratie
Arthur Freed was begin jaren vijftig van de twintigste eeuw, de meest succesvolle producent van musicals.
Hij werkte exclusief voor MGM, een studio die een naam had op te houden wat betreft filmmusicals. Om de musicals te realiseren omringde Freed zich met regisseurs, schrijvers, componisten en tekstdichters, een team dat bekendstond als de "Freed Unit". Samen met de Freed Unit had Freed filmmusicals gemaakt als Easter Parade (1948) On the Town (1949), An American in Paris (1951) en Singin' in the Rain (1952). De laatste twee films waren musicals die waren opgebouwd rond een serie bestaande liedjes van respectievelijk George Gershwin en Nascio Herb Brown/Arthur Freed. Op zoek naar een nieuw project liet Freed zijn oog vallen op het schrijversduo Arthur Schwartz en Howard Dietz. Zij waren verantwoordelijk voor allerlei liedjes die werden opgevoerd in revue-achtige shows uit het begin van de jaren dertig van de twintigste eeuw.

### Schwartz en Dietz
Tekstschrijver Howard Dietz maakte zijn Broadwaydebuut in 1924 toen hij ging samenwerken met de beroemde componist Jerome Kern. Samen schreven ze de show "Dear Sir". Dietz werd in die tijd benaderd door de advocaat Howard Schwartz. Schwartz was eigenlijk componist en wilde zo snel mogelijk zijn praktijk verlaten om zich professioneel met muziek bezig te gaan houden. Hij was echter totaal onbekend en Dietz liet enigszins hooghartig weten dat hij niet wilde werken met een onbekende. Het was dan ook erg ongelukkig voor Dietz dat zijn volgende twee shows flopten. Hij benaderde vervolgens voorzichtig Schwartz en samen schreven ze materiaal voor de revue "The Little Show" uit 1929. Het was het begin van een succesvolle samenwerking die meer dan vierhonderd liedjes opleverden.

### Een nieuw verhaal
Een van de shows was de Broadwayproductie "The Band Wagon" uit 1931. De show was opgevoerd met Fred Astaire, en diens zuster Adele, in de hoofdrol. De productie uit 1931 was niet een musical met een verhaal en speciaal voor het verhaal geschreven liedjes, maar een losse verzameling nummers, dansen en liedjes. Freed besloot zijn beroemde schrijversduo Betty Comden en Adolph Green aan het werk te zetten, en een verhaalstructuur op te laten zetten voor de liedjes van Schwartz en Dietz. Een jaar eerder hadden Comden en Green hetzelfde gedaan voor Singin' in the Rain dus de verwachtingen waren hooggespannen. Om de film te kunnen maken trok Freed verder arrangeur Roger Edens, regisseur Vincente Minnelli, choreograaf Michael Kidd, en ontwerper Oliver Smith aan.

## Scenario

### Strategy of Love
Betty Comden en Adolph Green vormden een beroemd schrijversduo dat in staat was een complete musical uit de grond te stampen. In 1952 hadden ze de verhaalstructuur bedacht voor "Singin' in the Rain", waarbij ze de overgang van de zwijgende film naar de sprekende film als onderwerp hadden genomen. Voor de nieuwe musical kregen ze van Arthur Freed het korte verhaal "Strategy of Love" van Peter Viertel als basis voor een mogelijk scenario. Maar Comden en Green lieten het verhaal al snel schieten en werkten hun eigen verhaal uit. Hierbij lieten ze zich inspireren door de film Dancing in the Dark uit 1949, gebaseerd op een toneelstuk van Howard Dietz met liedjes van Schwartz en Dietz. In deze film wordt een acteur die allang over zijn hoogtepunt heen is, gevraagd om een Broadwayster over te halen mee te spelen in de film "The Bandwagon".

### I Love Louisa
De werktitel van het scenario veranderde van "Strategy of Love" in "I Love Louisa", de titel van een van de nummers van Schwartz en Dietz uit "The Band Wagon". Comden en Green namen het idee van een oudere en uitgerangeerde ster over van "Dancing in the Dark". Ze creëerden de oude musicalveteraan Tony Hunter die op zoek is naar een rentree. Hiervoor namen ze musicalster Fred Astaire als uitgangspunt. Astaire die zijn eerste triomfen beleefde in de jaren dertig van de twintigste eeuw, was rond 1947 eigenlijk met vervroegd pensioen. In 1948 werd hij door MGM hier uitgehaald voor de opnamen van de musical Easter Parade met Judy Garland. Het idee om personages in de musical op bestaande personen te baseren, werkten Comden en Green verder uit. Ze baseerden het schrijversduo Lester en Lily Marton op zichzelf. Betty Comden en Adolph Green waren overigens geen stel of op een andere manier romantisch betrokken met elkaar. Ze werkten alleen samen. Dat de Martons in de film wel getrouwd zijn, heeft meer te maken met de beruchte Hays Code, Hollywoods zelfcensuur. Stelletjes zijn volgens die code getrouwd. Het personage van de regisseur/producent Jeffrey Cordova werd gebaseerd op de succesvolle Hollywoodproducent José Ferrer. Aanvankelijk waren Comden en Green bang dat Fred Astaire zich zou ergeren aan het feit dat ze zo dicht bij zijn persoon waren gebleven, maar Astaire vond het scenario geweldig. Het enige wat verwijderd moest worden was het kenmerk dat Tony Hunter 'gif voor de kassa' was. Astaire was hier zeer gevoelig over.

### The Band Wagon
Comden en Green luisterden uren naar de liedjes van Schwartz en Dietz om een goede verhaalstructuur te verzinnen waarin de composities zouden passen. Het idee van de terugkerende musicalster werd gecombineerd met het idee over een acteur die een musicalshow opzet. Nu klikte alles samen. Tony Hunter maakt zijn terugkeer in een musical die flopt, vervolgens werkt hij keihard om de show opnieuw op te zetten. Comden en Green namen de nummers "I Love Louisa", "Dancing in the Dark" en "New Sun in the Sky" over uit de "The Band Wagon". Freed kwam poolshoogte nemen en was niet gelukkig met "I Love Louisa" als titel. Hij vond "The Band Wagon" beter. Helaas voor hem was deze titel het eigendom van 20th Century Fox en MGM moest 10.000 dollar betalen om de film "The Band Wagon" te noemen. Een andere hobbel was de uitspraak van Tony Hunter in de film: "I am not Nijinsky, I am not Marlon Brando-I'm Mrs. Hunter's little boy, Tony-an entertainer". Marlon Brando moest speciaal om toestemming worden gevraagd om zijn naam te gebruiken.

## Acteurs

### Tony Hunter
De rol van Tony Hunter was eigenlijk op het lijf van Fred Astaire geschreven. Scenaristen Comden en Green waren er zelfs verlegen mee dat Hunter in hun scenario zoveel trekjes van Astaire had. Ze baseerden zich op de periode dat Astaire men pensioen was gegaan (rond 1947) en dankzij MGM een rentree kreeg. Astaire was echter erg ingenomen met het scenario en kon lachen om kleine grapjes als dat hij altijd controleerde of zijn tegenspeelster langer was dan hij. Overigens droeg Cyd Charisse om die reden schoenen met lage hakken in de film.

### Gaby Gerard
Cyd Charisse kreeg de rol van Gabrielle "Gaby" Gerard. Haar enige concurrente was danseres Vera-Ellen, maar het succes van Charisse in de film "Singin' in the Rain" had de poorten van MGM wijd open gezet voor haar. Hoewel ze al sinds 1944 onder contract stond bij MGM had Charisse nooit een grote rol gespeeld. Haar grote kans om naast Fred Astaire te spelen in Easter Parade vervloog toen ze haar been brak. Een zwangerschap verhinderde dat ze in An American in Paris naast Gene Kelly de hoofdrol zou spelen. In "Singin' in the Rain" danst Charisse in de zogenaamde droomscène, waarin Gene Kelly een beginnende danser op Broadway opvoert die verliefd wordt op een gangstermeisje (Charisse). The Band Wagon werd haar eerste grote rol.

### Jeffrey Cordova
MGM wilde Clifton Webb lenen van Twentieth Century-Fox voor de rol van opgeblazen regisseur Jeffrey Cordova. Maar Webb vond de rol niet groot genoeg. Andere acteurs die werden overwogen waren
Edward G. Robinson en Vincent Price. Op aanbeveling van Clifton Webb werd uiteindelijk Jack Buchanan uitverkoren.

### Ava Gardner
In de film zit een cameo van actrice Ava Gardner als een Hollywoodster die aankomt op het Grand Central Station en alle aandacht wegtrekt van Tony Hunter (Fred Astaire). Het was de keuze van Freed om voor deze cameo Gardner te selecteren. Het was in ieder geval tegen het zere been van studiohoofd Dore Schary die een grote hekel aan Ava Gardner had. Schary wilde liever Esther Williams en liet dit al aankondigen door de PR-afdeling. Freed was razend hierover en maakte ruzie met Schary. Uiteindelijk kreeg Freed zijn zin en speelde Gardner de cameo.

### Andere rollen
Danser James Mitchell speelde de rol van choreograaf Paul Byrd. Mitchell had al in veel films gedanst, onder andere als Curly in Oklahoma!. Pianist Oscar Levant speelde voor het eerst een getrouwde man en wel de "man" van Nanette Fabray, een Broadwayster die had gewerkt met choreograaf Michael Kidd in stukken als "Love Life" en "Arms and the Girl".

## Productie

### De opnamen
De opnamen vonden plaats tussen 3 september 1952 - 28 januari 1953. Vincente Minnelli had de regie en Michael Kidd deed de choreografie. Aanvankelijk was George Folsey aangetrokken voor de cinematografie, maar net nadat de opnamen van start waren gegaan, werd hij vervangen door Harry Jackson. In zijn autobiografie verklaarde Minnelli dat Folsey volgens producent Arthur Freed te langzaam werkte. Volgens Freed was het juist Minnelli die te langzaam werkte en probeerde hij met een nieuwe cameraman de regisseur tot meer spoed aan te zetten. Jackson werd door Freed ingehuurd van Twentieth Century-Fox. De opnamen moesten snel afgewerkt worden, niet alleen om kosten te besparen maar ook omdat Jack Buchanan een contract voor slechts drie maanden had met MGM. Om alles wat sneller te kunnen afwerken concentreerde Minnelli zich een week lang op alle scènes met dialogen, waarna Michael Kidd zijn gang kon gaan met de choreografie van "That's Entertainment!" en "Triplets". Hoewel Kidd de choreograaf was, vroeg Astaire of hij het duet met Jack Buchanan om "I Guess I'll Have to Change My Plan" mocht choreograferen.

### Problemen op de set
De opnamen werden geplaagd door allerlei kleine rampen. De vrouw van Fred Astaire bijvoorbeeld was ernstig ziek (ze zou een jaar later bezwijken aan longkanker) en Jack Buchanan werd tussen de opnamen door zo onder handen genomen door zijn tandarts (drie wortelkanaalbehandelingen) dat hij heftige pijn had. De grote hypochonder Oscar Levant was zo bang voor een hartaanval dat hij er vlak voor de opnamen echt een kreeg, terwijl Vincente Minnelli zich zorgen maakte over zijn ex-vrouw Judy Garland die grote moeite had met haar verslaving aan drank en pillen en bijna bezweek tijdens de opnamen voor A Star Is Born.

### Decors, decorstukken en kostuums
Er heeft altijd een controverse bestaan wie nu de decors voor The Band Wagon heeft ontworpen. Preston Ames en Cedric Gibbons die verantwoordelijk waren voor de decors in alle MGM films beweren dat zij de ontwerpers zijn, en dat Oliver Smith alleen de decors voor de muzieknummers deed. Smith echter zegt dat hij alle ontwerpen eerst moest goedkeuren en dat er niets gebeurde zonder zijn toestemming. Hij wordt hier in gesteund door ontwerper Keogh Gleason. Smith had, als nieuwkomer, grote ruzies met de decorafdeling van MGM en met name met Gibbons. De laatste was furieus over Smiths eigenzinnige ontwerp voor "I Guess I'll Have to Change my Plan" waarvoor hij zich baseerde op het werk van schilder Paul Klee
De verschillende decorstukken, decors en kostuums voor de repetitie van de musical in de musical kwamen uit de opslag van MGM en waren al gebruikt voor de opnamen van Lovely to Look At, Ziegfeld Follies en An American in Paris. Ook de witte jurk die Cyd Charisse draagt bij de opnamen van "Dancing in the Dark" was niet origineel, het was een kopie van een jurk die kostuumontwerpster Mary Ann Nyberg droeg. Minnelli zag haar in de jurk en liet vervolgens de winkels afschuimen naar eenzelfde exemplaar. Nyberg had haar exemplaar namelijk gekocht in een kledingwinkel voor 25 dollar. Niemand kon een exemplaar vinden waarna de jurk uiteindelijk werd nagemaakt voor 1000 dollar aan materiaal en werkuren.

## Muziek en choreografie

### Achtergrond
Scenaristen Comden en Green selecteerden samen met regisseur Minnelli en producent achttien nummers van Schwartz en Dietz voor de film. De helft van de liedjes was afkomstig uit revues uit de jaren dertig van de twintigste eeuw. "By Myself" en "Triplets" werden geschreven voor de Boadwayshow "Between the Devil" uit 1937, "A Shine on Your Shoes" en "Louisiana Hayride" voor de revue "Flying Colors" uit 1932, terwijl, "I Guess I'll Have to Change My Plan" uit de revue "The Little Show" (1929) afkomstig was. De nummers "The Girl Hunt Ballet" en "That's Entertainment" waren nieuwe nummers van Dietz en Schwartz en werden op verzoek van Freed speciaal voor de film geschreven.

### That's Entertaintment
Het nummer "That's Entertainment" werd een van de grootste hits van de film. MGM zou de titel later gebruiken voor een aantal compilatiefilms over de MGM Musicals, waarvan de eerste in 1974 verscheen. Schwartz en Dietz schreven het nummer in 45 minuten toen Alan Freed hen opdroeg een liedje te schrijven in de stijl van "There's No Business Like Showbusiness". De inspiratie vormde de regel in het scenario waar het personage Jeffrey Cordava zegt: "Dat alles wat je doet werkt, zolang het maar entertainment is".

### Triplets
Het nummer "Triplets" werd gebracht als een liedjes gezongen door baby's. De acteurs droegen hansopjes en dansten op hun knieën, waaraan schoenen waren bevestigd. Hun benen waren voor de rest bedekt met zwarte kousen en de dansvloer was ook zwart geschilderd. Het dansen op de knieën was erg zwaar en er kon niet meer dan twintig minuten achter elkaar worden gedanst. Oorspronkelijk zou het nummer worden gedanst door Fred Astaire, Jack Buchanan en Oscar Levant. Maar Levant die net was hersteld van een hartaanval kon het fysiek zware dansen niet aan en werd vervangen door Nanette Fabray. Fabray had tijdens de opnamen van het nummer "Louisiana Hayride" haar been verwond toen ze door een krat zakte. Toen de opnames van "Triplets" begonnen had ze nog flink last van haar beenwond vooral omdat ze op haar knieën moest dansen. Het deed zo'n zeer dat ze alleen kon meedoen onder invloed van sterke pijnstillers.

### The Girl Hunt Ballet
"The Girl Hunt Ballet" is het hoogtepunt van de musical en was aanvankelijk niet meer dan een voetnoot in het scenario. De scenaristen Comden en Green moesten nog een plot voor het ballet bedenken. Arrangeur Roger Edens vond dat wellicht de songschrijvers iets konden bedenken. Dus schreven Schwartz en Dietz het liedje "The Private Eye". Maar bij de repetities bleek dat dit nummer niet goed genoeg was. Een gefrustreerde Edens zocht ontspanning bij een tijdschrift. In "Life" magazine zag hij een artikel over detectiveschrijver Mickey Spillane en besloot iets te doen met diens werk. Schwartz schreef enige composities rond de detectiveschrijver en Edens schreef de arrangementen en voegde het geheel samen tot een ballet. Michael Kidd had een choreografie ontwikkeld die niet echt paste bij de elegante manier van dansen van Astaire en was er verlegen mee omdat aan de acteur te vertellen. Maar Astaire vond het geweldig en was juist blij om eens weg te kunnen komen van zijn traditionele stijl. Het geheel duurt 13 minuten, vier minuten korter dan het ballet in "An American in Paris" en werd in zeven dagen opgenomen en kostte 314.475 dollar. Scenarist Alan Jay Lerner werd gevraagd om de begeleidende tekst te schrijven die wordt voorgelezen tijdens de uitvoering van het ballet. Hij kreeg er geen geld voor en zelfs geen vermelding op de aftiteling. Vincente Minnelli las de tekst voor. In "The Girl Hunt Ballet" onderzoekt Fred Astaire als de detective drie aanwijzingen. Ze zijn afkomstig uit het gedicht, "The Vampire", van Rudyard Kipling uit 1897:
- "A fool there was, and he gave his share
- For a rag, a bone and a hank of hair."

### I Guess I'll Have to Change My Plan
In de revue "The Little Show" uit 1929 was het liedje "I Guess I'll Have to Change My Plan" opgenomen, een nummer over een man die een oude liefdesaffaire overdenkt. In het nummer zingt de man:, "Why did I buy those blue pajamas, Before the big affair began" (waarom heb ik toch die blauwe pyjama gekocht, voordat de grote affaire begon). Het liedje kreeg de bijnaam "The Blue Pajama Song" toen Clifton Webb het in 1929 zong. In 1953, op het hoogtepunt van de zelfcensuur van Hollywood, was het volgens de Hays Code uitgesloten dat een affaire tussen niet getrouwde mensen werd bezongen. Dus werden de teksten aangepast en kregen een meer onschuldig karakter. Tijdens de repetities voor de film dansten Astaire en Buchanan het nummer, terwijl ze tegelijkertijd allerlei kunstjes opvoeren met hun hoeden en wandelstokken. Dit verliep aanvankelijk nogal stroef en voortdurend vielen hoeden en wandelstokken op de grond. Dit vormde de aanleiding voor de grap die in de film is terechtgekomen. Op het einde van het nummer zien we dat Astaire en Buchanan hun hoeden zogenaamd niet kunnen opvangen, waarna ze hun wandelstokken wegwerpen en gearmd het toneel aflopen.

### Shine on My Shoes
In het "Shine on My Shoes" nummer danst Fred Astaire met de schoenpoetser. Voor deze rol werd een echte schoenpoetser uit Los Angeles gevraagd, Leroy Daniels. Daniels was ook een danser en de inspiratie voor het hitnummer "Chattanooga Shoe Shine Boy" uit 1950 van Bing Crosby en Red Foley. Daniels zou nog enkele films maken (de laatste was Avenging Angel uit 1985 en optreden in de tv-serie Sanford and Son. Het nummer eindigt met een machine uit een automatenhol die explodeert met geluid en kleur. Ontwerper Oliver Smith ontwierp hiervoor een speciale installatie die 8.500 dollar kostte.

### Afgevallen nummers
Omdat de film uiteindelijk veel te lang duurde (bijna tweeënhalf uur) moest er gesneden worden in het aantal liedjes. Een van de nummers die uitviel was "Two-Faced Woman". Het werd opgenomen met een verleidelijk dansende Cyd Charisse. Haar zangstem werd later opnieuw werd ingezongen door India Adams. Het nummer sneuvelde in de montage, maar is te zien op de dvd van The Band Wagon. In de film 
That's Entertainment! III is Cyd Charisse ook te zien in dit nummer. Het wordt getoond in splitscreen met opnames van Joan Crawford die hetzelfde nummer opnam ook met de zangstem van India Adams. Andere nummers die sneuvelden zijn:
- "Sweet Music," gezongen door Nanette Fabray en Oscar Levant. Het nummer is wel op de achtergrond te horen.
- "You Have Everything," gedanst door Fred Astaire en
- "Got a Bran' New Suit," gezongen en gedanst door Fred Astaire en Nanette Fabray

### Liedjes
De volgende liedjes, geschreven door Arthur Schwartz en Howard Dietz, zijn te zien en te horen:
- "By Myself" - uitgevoerd door: Fred Astaire
- "A Shine on Your Shoes" - uitgevoerd door: Fred Astaire en Leroy Daniels
- "Oedipus Bridge" - uitgevoerd door: Jack Buchanan en koor
- "That's Entertainment" - uitgevoerd door: Jack Buchanan, Nanette Fabray, Oscar Levant en Fred Astaire en in de reprise door: Jack Buchanan, Nanette Fabray, Oscar Levant, Cyd Charisse (ingezongen door India Adams) en Fred Astaire
- "You and the Night and the Music" - uitgevoerd door: Koor, Fred Astaire en Cyd Charisse
- "Something to Remember You By" - uitgevoerd door: het Koor
- "High and Low" - uitgevoerd door: het Koor
- "I Love Louisa" - uitgevoerd door: Fred Astaire, Oscar Levant, Nanette Fabray en koor
- "New Sun in the Sky" - uitgevoerd door: Cyd Charisse (stem ingezongen door India Adams)
- "I Guess I'll Have to Change My Plan" - uitgevoerd door Fred Astaire en Jack Buchanan
- "Louisiana Hayride" - uitgevoerd door Nanette Fabray
- "Triplets" - uitgevoerd door: Fred Astaire, Nanette Fabray en Jack Buchanan

De volgende nummers geschreven door Arthur Schwartz zijn instrumentaal en vaak op de achtergrond of als dansnummer te zien en/of horen:
- "Penny Arcade" (instrumentaal)
- "The Beggars Waltz" - uitgevoerd door: Cyd Charisse, James Mitchell en ballet
- "Dancing in the Dark" - uitgevoerd door: Fred Astaire en Cyd Charisse

"The Egg" (instrumentaal)
- "Sweet Music" (instrumentaal)
- "The Girl Hunt" - uitgevoerd door Fred Astaire, Cyd Charisse en ballet

## Prijzen en nominaties

### Oscars
- Nominatie voor Beste Kostuumontwerp
- Nominatie voor Beste Muziek
- Nominatie voor Beste Scenario

### Writer's Guild Award
- Nominatie voor Beste Musicalscenario